# Bachillerato universitario (Chile)
Bachillerato es la denominación de un programa académico alternativo de ingreso a la universidad que originalmente implementaron en 1993 la Universidad de Chile, la Pontificia Universidad Católica de Chile y la Pontificia Universidad Católica de Valparaíso. A quien ha completado un ciclo inicial de estudios universitarios de dos o cuatro semestres de duración, equivalente al grado de asociado anglosajón, se le otorga el grado de Bachiller. Actualmente se utilizan como vía de ingreso alternativa en un gran número de universidades, además para evitar la deserción en futuros estudios de títulos profesionales, al formar estudiantes más preparados para los estudios universitarios.
Se trata de un programa académico conformado por un conjunto de cursos, laboratorios, trabajos o talleres que permite obtener una formación básica, de carácter más general, y que habilita para proseguir los estudios conducentes a los tradicionales grados académicos y títulos profesionales que las Universidades ofrecen. 
Los programas de bachilleratos en Chile son: 
- El Bachillerato en Ciencias en Pontificia Universidad Católica de Valparaíso.
- El Bachillerato en Ciencias, Bachillerato en Humanidades y Bachillerato en Economía y Sociedad de la Universidad de los Andes.
- El Bachillerato en Ciencias Naturales y Exactas de la Universidad del Bio Bio.
- El Bachillerato en Humanidades y Ciencias de la Universidad de Santiago de Chile (Usach).
- El Bachillerato en Ciencias y Humanidades en la Universidad Católica Silva Henríquez.
- El Bachillerato en Humanidades de la Universidad Alberto Hurtado.
- El Bachillerato en Ciencias Sociales de la Universidad Diego Portales.
- El Bachillerato en Humanidades de la Universidad de Concepción.
- El Bachillerato en Ciencias de la Salud en la Universidad Católica del Norte y de la Universidad San Sebastián.
- El Bachillerato en Ciencias Biomédicas en la Universidad Católica del Maule.
- El Bachillerato en Ciencias de la Ingeniería en la Universidad Tecnológica Metropolitana.
- El Bachillerato en Ciencias Sociales y Económicas en la Universidad Católica del Maule, entre otros existentes.

En todos los casos el programa de bachillerato está pensado para aquellos estudiantes que obtienen un muy buen rendimiento en la educación media reflejado en los resultados de las pruebas de acceso a la educación superior, y que al tener una diversidad de intereses requieren todavía de un tiempo de exploración, pues no tienen claramente definida su vocación y/o prefieren postergar la elección de carrera, mientras estudian disciplinas básicas en las distintas áreas de su interés. Asimismo está pensado para aquellos estudiantes que sólo desean un primer grado de carácter universitario que les entregue una formación científica y cultural básica, para enfrentar el mundo del trabajo en forma más idónea.
La Universidad Católica otorga además el grado académico de Bachiller a todos los estudiantes de pregrado que completan la parte básica del programa de estudios que cursen, como grado previo a la Licenciatura. Desde 2023, la Universidad de Chile otorga el grado académico de Bachiller General con mención a todas las carreras conducentes a licenciatura una vez finalizados los primeros 2 años.